# Bulgarien i Eurovision Song Contest 2013
Bulgarien kommer att delta i Eurovision Song Contest 2013 i Malmö i Sverige. De kommer att representeras av Elitsa Todorova och Stojan Jankoulov med låten "Samo sjampioni".

## Uttagning

### Inför
Den 10 juni 2012 bekräftade BNT sitt deltagande i nästa års tävling. De passade samtidigt på att påbörja en undersökning i ett försök att förbättra sina kommande resultat genom att uppmana folk att svara på en enkät med frågor relaterade till landets deltagande i tävlingen. Den 25 september släppte BNT ett pressmeddelande om att man höll på att förbereda regler för en uttagning. Det dröjde dock ända till den 30 januari 2013 innan BNT kom med ytterligare information kring landets deltagande. TV-bolaget bekräftade då att man skulle välja sin artist internt men välja låt genom en nationell uttagning.

### Val av artist
En speciell kommitté fick uppgiften att välja landets artister innan avslöjandet den 10 februari. Då meddelades det att man valt ut Elitsa Todorova och Stojan Jankoulov som tidigare representerat Bulgarien i Eurovision Song Contest 2007 i Helsingfors.

### Sångfinal

#### Program
Sångfinalen hölls den 3 mars och 3 låtar framfördes av duon under programmet. 50% jury och 50% telefonröster användes för att utse det vinnande bidraget. Den jury som stod för 50% av resultatet var exakt densamma som kommer att användas av Bulgarien i Eurovision Song Contest 2013 för att stå för 50% av landets poäng där.

#### Bidrag
Artisterna fick först presentera 5 låtar för TV-bolagets jury som sedan valde 3 av dem till uttagningen. De utvalda låtarna släpptes den 17 februari då de framfördes live på TV-programmet Nedelya x3. Inspelade videoklipp till alla låtarna visades på BNT inför sångfinalen och låtarna spelades dessutom på radiostationer som är partners med TV-bolaget. Låtarnas startordning i finalen lottades i förväg.

##### Regler
Låtarna var tvungna att skrivas av artisterna själva eller av någon annan med bulgariskt medborgarskap. Artisterna fick välja att framföra låtarna på vilket språk som helst.

#### Resultat
Låten "Kismet" som var TV-tittarnas favorit vann sångfinalen men i efterhand valde man att skicka "Samo sjampioni" istället, den låt som hade varit juryns favorit.
| Nr | Artist                                                      | Sång                | Text & Musik (t/m)                               | Jury | Tele | Totalt | Plats |
| -- | ----------------------------------------------------------- | ------------------- | ------------------------------------------------ | ---- | ---- | ------ | ----- |
| 1  | Elitsa Todorova och Stojan Jankoulov feat. Skiller & Jahmmi | "Dzupai, libe boso" | Elitsa Todorova (m/t), Tsvetelin Grudanski (m/t) | 1    | 1    | 2      | 3     |
| 2  | Elitsa Todorova & Stojan Jankoulov                          | "Kismet"            | Elitsa Todorova (m/t), Bistritsa Babi (m)        | 3    | 7    | 10     | 1     |
| 3  | Elitsa Todorova & Stojan Jankoulov                          | "Samo sjampioni"    | Elitsa Todorova (m/t), Kristian Talev (m/t)      | 7    | 3    | 10     | 2     |

## Vid Eurovision
Bulgarien har lottats till att framföra sitt bidrag i den första halvan av den andra semifinalen den 16 maj 2013 i Malmö Arena.